# Symcha Flapan
Symcha Aria Flapan (hebr. שמחה פלפן) (ur. 27 stycznia 1911 w Tomaszowie Mazowieckim, zm. 13 kwietnia 1987 w Izraelu) – izraelski historyk, dziennikarz, publicysta, pisarz, izraelski działacz polityczny, sekretarz generalny partii Mapam, zwolennik pojednania żydowsko-palestyńskiego, laureat nagrody Brunona Kreiskiego.

## Życiorys
Był synem Izraela Arona Flapana, kupca, i Dwojry z domu Baumgart. Jego starszym bratem był Abram Jakub Flapan (1906-1962), doktor medycyny, oficer Polskich Sił Zbrojnych na Zachodzie, lekarz praktykujący we Francji, Maroku i Anglii.
Symcha Flapan w wieku lat 17 przeniósł się do Bydgoszczy i tam zdał maturę (maj 1930). W tym samym roku wyemigrował do Palestyny.
W latach 1954–1981 był sekretarzem generalnym lewego skrzydła partii Syjonistycznej Mifleget Ha-Poalim Ha-Meuhedet (Mapam), czyli Zjednoczonej Partii Robotników, a także dyrektorem Mapam ds. arabskich. Stał się zwolennikiem i orędownikiem pokojowego współistnienia ludności żydowskiej i palestyńskiej na obszarze Izraela.
Flapan był także założycielem i redaktorem naczelnym miesięcznika New Outlook, propagującego pokojowe stosunki na Bliskim Wschodzie, zwłaszcza pomiędzy Żydami i Palestyńczykami. Opublikował kontrowersyjną książkę pt. Zionism and the Palestinians [Syjonizm i Palestyńczycy] Londyn 1979), głoszącą potrzebę pokojowego współistnienia ludności żydowskiej i arabskiej. Był także aktywistą w „Instytucie Żydowsko-Arabskim” i w „Izraelskim Instytucie Badań Pokojowych”. Był lektorem w Centrum Studiów Międzynarodowych Uniwersytetu Harwardzkiego, następnie profesorem kontraktowym w Centrum Studiów Bliskowschodnich tegoż Uniwersytetu oraz w Królewskim Instytucie Studiów Międzynarodowych w Londynie.
W listopadzie 1981 uzyskał nagrodę Brunona Kreiskiego za wielorakie działania na rzecz pojednania żydowsko-palestyńskiego.
Zmarł w kwietniu 1987 roku.

## Poglądy historyczne
Treść tego artykułu może nie być zgodna z zasadami neutralnego punktu widzenia.
 Po wyeliminowaniu niedoskonałości należy usunąć szablon [[Szablon:Dopracować|]] z tego artykułu.
W sierpniu 1987 r. (pośmiertnie) ukazała się najważniejsza w dorobku Symchy Flapana monografia pt. The Birth of Israel: Myths And Realities [Narodziny Izraela: mity i rzeczywistość] (Nowy Jork 1987), która obalała fałszywe mity głoszone przez władze Izraela, iż do wybuchu konfliktu izraelsko-palestyńskiego przyczynili się Arabowie. W oparciu o oficjalne źródła izraelskie polemizuje Flapan z siedmioma historycznymi mitami, m.in. z rozpowszechnioną w izraelskich oficjalnych źródłach wersją, iż 750 tysięcy Palestyńczyków w latach 1948-1949 opuściło „z własnej woli” swoje domy, gdyż nakłonili ich do tego kroku przywódcy arabscy. Tymczasem ówczesna izraelska strategia polegała na zmuszeniu Palestyńczyków do przymusowej emigracji. Książka Flapana stała się biblią i drogowskazem dla pokolenia tzw. nowych historyków (izraelskich), którzy wystąpili z ostrym oskarżeniem wobec rządzących elit Izraela.

## Ważniejsze publikacje
- Zionism and the Palestinians, London 1979: Croom and Helm.
- The Birth of Israel: Myths And Realities, New York 1987: Pantheon Books, ISBN 0-394-55888-X.